# Chiesa di Sant'Ignazio di Loyola (Noli)
La chiesa di Sant'Ignazio è un luogo di culto cattolico situato nella frazione di Tosse nel comune di Noli, in provincia di Savona. La chiesa è sede della parrocchia omonima facente parte del vicariato di Finale Ligure-Noli della diocesi di Savona-Noli.

## Storia e descrizione

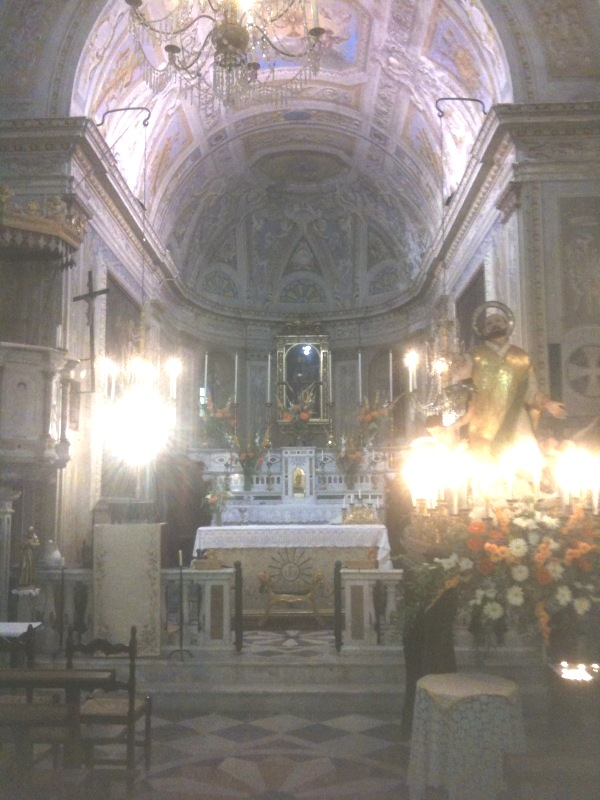
Presbiterio

La chiesa fu eretta a parrocchia autonoma tra il 1747 e il 1748.
Dalla facciata semplice, si presenta a navata unica di modeste dimensioni con volta a botte e campanile barocco.
L'interno è dipinto, vi si trovano due cappelle laterali e tra le altre opere conserva una tela del pittore Gregorio De Ferrari e un tabernacolo in marmo risalente al 1523.